# رونالد كروفورد (عداء مشي)
رونالد كروفورد (بالإنجليزية: Ronald Crawford)‏ هو عداء مشي أسترالي، ولد في 26 مارس 1936 في رندويك ‏ في أستراليا، وتوفي في 8 أغسطس 2018.

## وصلات خارجية
- رونالد كروفورد على موقع النتائج التاريخية لألعاب القوى الأسترالية (الإنجليزية)
- رونالد كروفورد على موقع أوليمبيديا (الإنجليزية)